# Werner Haas
Werner Haas   (Augsburg, 30 de maig de 1927 - Neuburg an der Donau, 13 de novembre de 1956) fou un pilot de motociclisme alemany que va guanyar dos Campionats del Món de 250cc i un de 125cc durant la dècada del 1950. El 1953 esdevingué el primer alemany a guanyar un mundial de motociclisme en aconseguir els títols de 125 i 250cc amb NSU. Haas es va morir el 1956 en un accident d'aviació a Baviera.

## Resultats al Mundial de motociclisme
Barem de puntuació de 1950 a 1968:
| Posició | 1 | 2 | 3 | 4 | 5 | 6 |
| Punts   | 8 | 6 | 4 | 3 | 2 | 1 |

(Ids. Grans Premis | Llegenda) (Curses en negreta indiquen pole; curses en  itàlica indiquen volta ràpida)
| Any  | Categoria | Equip | 1     | 2     | 3     | 4     | 5     | 6     | 7     | 8     | Punts | Posició | Victòries |
| ---- | --------- | ----- | ----- | ----- | ----- | ----- | ----- | ----- | ----- | ----- | ----- | ------- | --------- |
| 1952 | 125cc     | NSU   |       | IOM - | DTT - |       | GER 1 | ULS - | NAT 7 | ESP - | 8     | 6è      | 1         |
| 1952 | 250cc     | NSU   | CH -  | IOM 4 | DTT - | BEL - | GER - | ULS - | NAT 2 |       | 6     | 7è      | 0         |
| 1953 | 125cc     | NSU   | IOM 2 | DTT 1 | GER 2 | ULS 1 |       | NAT 1 | ESP - |       | 30    | 1r      | 3         |
| 1953 | 250cc     | NSU   | IOM 2 | DTT 1 | GER 1 | ULS 2 | CH 6  | NAT 2 | ESP - |       | 28    | 1r      | 2         |
| 1954 | 125cc     | NSU   |       | IOM - | ULS 4 | DTT 5 | GER 2 |       | NAT - | ESP - | 11    | 5è      | 0         |
| 1954 | 250cc     | NSU   | FRA 1 | IOM 1 | ULS 1 | DTT 1 | GER 1 | CH -  | NAT - |       | 32    | 1r      | 5         |